# Технико-экономическое обоснование
Технико-экономическое обоснование (ТЭО) — документ, в котором представлена информация, из которой выводится целесообразность (или нецелесообразность) создания продукта или услуги. ТЭО содержит анализ затрат и результатов какого-либо проекта. ТЭО позволяет инвесторам определить, стоит ли вкладывать деньги в предлагаемый проект.

## Причины написания
ТЭО создаётся в результате следующих воздействий:
- требования рынка;
- потребности организации;
- требования заказчика;
- технологический прогресс;
- правовые требования;
- экологические воздействия;
- социальные потребности.

## Отличия от бизнес-плана
Несмотря на то, что ТЭО похоже на бизнес-план, отличие заключается в том, что ТЭО представляет собой обоснование проекта, в то время как бизнес-план содержит описание миссии и целей организации, то есть обоснование существования предприятия.
В ТЭО предполагается отображение следующих пунктов:
1. Технологический процесс,
2. Требования к производственной инфраструктуре,
3. Основное оборудование, приспособления и оснастка,
4. Персонал и трудозатраты,
5. Сводная себестоимость продукции,
6. Сроки осуществления проекта,
7. Экономическая эффективность,
8. Экологические воздействия.